# Machrouu Tounes
Machrouu Tounes (arabe : مشروع تونس soit « Projet de la Tunisie ») ou Mouvement du projet de la Tunisie, logotypé en Machrou3 Tounes (MPT), est un parti politique tunisien fondé le 20 mars 2016 par Mohsen Marzouk et issu d'une scission de Nidaa Tounes, le parti au pouvoir à cette époque.

## Historique
Le 20 mars 2016, la création du parti est annoncée par le politicien tunisien Mohsen Marzouk. La députée du bloc Al Horra, Khaoula Ben Aïcha, fait aussi partie des membres fondateurs du parti.
La demande de légalisation doit avoir lieu deux jours plus tard, avant un congrès fondateur organisé entre mai et juin 2016. La légalisation intervient finalement le 11 mai.
En juin 2016, le congrès fondateur est fixé pour se tenir du 23 au 25 juillet 2016. Le 25 juillet, Marzouk est élu secrétaire général du parti sans opposition. Cependant, des voix s'élèvent pour dénoncer la dictature de Marzouk et sa volonté de s'approprier tous les pouvoirs. Le premier à le faire est Walid Jalled, l'un des fondateurs du parti, qui est alors exclu. Pour sa part, Salma Zenaidi intente un procès pour irrégularités du congrès mais elle est déboutée par la justice. À son tour, son mari, Mondher Belhaj Ali, un autre membre fondateur, est exclu du groupe parlementaire désormais affilié au parti. Un troisième membre fondateur, Mustapha Ben Ahmed, est également exclu du bloc parlementaire. Pour mettre fin à l'hémorragie, Marzouk s'empresse de faire élire les membres du comité exécutif.
Le 25 novembre 2017, le parti Al Watan Al Horr intègre Machrouu Tounes.
En juillet 2018, les députés Leila Chettaoui, Sahbi Ben Fraj, Houda Slim, Souheil Alouini et Marouane Felfel démissionnent du groupe parlementaire du parti et de ses postes de décision. Cette démission est due à de mauvaises relations entre le parti et le groupe parlementaire et pour protester contre le vote de confiance au nouveau ministre de l’Intérieur Hichem Fourati.
En août de la même année, Abderraouf Cherif, président du groupe parlementaire à l’Assemblée des représentants du peuple, annonce que son groupe s'est allié à celui de Nidaa Tounes dans la perspective de former un groupe commun, le futur groupe deviendrait le plus important en nombre de sièges.
Le 14 avril 2019, lors de la réunion du comité central du parti à Nabeul, Marzouk est élu président du parti.

## Comité exécutif
Ce comité est composé du secrétaire général, Mohsen Marzouk, du président du groupe parlementaire, Abderraouf Cherif, et de 19 membres en novembre 2016 :
- Sadok Chaâbane : ancien ministre de Zine el-Abidine Ben Ali et l'un des principaux théoriciens du Rassemblement constitutionnel démocratique (RCD) ;
- Riadh Sâada : ancien responsable de la formation politique et du suivi du programme présidentiel au RCD ;
- Mehdi Abdeljawad : chargé de la culture ;
- Amina Rekik : chargée de la femme ;
- Hechmi Mahjoub ;
- Slim Tlatli : ancien ministre de Zine el-Abidine Ben Ali ;
- Mustapha Touati : ancien membre du Parti communiste tunisien, il fonde en 2011, le Mouvement progressiste tunisien, puis rejoint successivement le parti El Watani ettounissi, Nidaa Tounes puis Machrouu Tounes ;
- Issam Friâa : chargé des Tunisiens résidents à l'étranger ;
- Hechmi Hadhiri ;
- Sahbi Ben Fraj : député (démission en août 2018)[21] ;
- Hanene Ayachi : chargée de la jeunesse ;
- Hédi Benzarti : candidat indépendant à l'élection de l'assemblée constituante en 2011 et à l'élection présidentielle en 2014 ;
- Sahbi Sahnoune : chargé des actions sociales ;
- Sameh Bouhaouel : députée ;
- Khaoula Ben Aïcha : députée et responsable des relations internationales du parti ;
- Hager Aroussi : députée ;
- Abada Kefi : député ;
- Mohamed Troudi : député ;
- Hassouna Nasfi : député et porte-parole du parti.

## Résultats électoraux

### Élections législatives
| Année     | Voix                  | %                     | Rang                  | Sièges                | Gouvernements         |
| --------- | --------------------- | --------------------- | --------------------- | --------------------- | --------------------- |
| 2019      | 40 869                | 1,42                  | 14e                   | 4 / 217               | Opposition            |
| 2022-2023 | Boycott de l'élection | Boycott de l'élection | Boycott de l'élection | Boycott de l'élection | Boycott de l'élection |

### Élections présidentielles
| Année | Candidat       | Voix  | %    | Résultat |
| ----- | -------------- | ----- | ---- | -------- |
| 2019  | Mohsen Marzouk | 7 376 | 0,22 | 18e      |

### Élections municipales
| Année | Voix   | Rang | Conseillers | %    | Maires  | % |
| ----- | ------ | ---- | ----------- | ---- | ------- | - |
| 2018  | 26 013 | 6e   | 124 / 7212  | 1,44 | 0 / 350 | 0 |